# 조선민주주의인민공화국 국적법
조선민주주의인민공화국 국적법(朝鮮民主主義人民共和國國籍法)은 조선민주주의인민공화국의 국적법이다.
현재 국적법상 부모양계혈통주의(父母兩系血統主義)에 따라 부모 중 한 사람만 자국 국적자여도 그 자녀는 국적자가 된다. 단 부모중 한 사람이 다른 나라에 거주하는 조선민주주의인민공화국 공민이고 다른 부모가 다른 나라 공민인 경우 부모나 후견인이 선택한 경우에 국적을 가진다.
조선민주주의인민공화국도 귀화 제도를 운영하고 있다.

## 같이 보기
- 한국인
- 대한민국 국적법